# ISO 3166-2:KE
Les codes ISO 3166-2 des administrations territoriales du Kenya sont :
| Code   | Nom en anglais (en) | nom en swahili (sw) | nom en français (fr) | Catégorie |
| ------ | ------------------- | ------------------- | -------------------- | --------- |
| KE-110 | Nairobi             | Nairobi             | Nairobi              | région    |
| KE-200 | Central             | Kati                | centrale             | province  |
| KE-300 | Coast               | Pwani               | côte                 | province  |
| KE-400 | Eastern             | Mashariki           | orientale            | province  |
| KE-500 | North-Eastern       | Kaskazini-Mashariki | nord-orientale       | province  |
| KE-600 | Nyanza              | Nyanza              | Nyanza               | province  |
| KE-700 | Rift Valley         | Bonde la Ufa        | vallée du Rift       | province  |
| KE-800 | Western             | Magharibi           | occidentale          | province  |

Le pays compte :
- une région [region (en), mkoa (sw)] ;
- sept provinces [province (en), mkoa (sw)].